# Bagua-Plateau
Das Bagua-Plateau oder Pakua-Plateau (chinesisch 八卦台地, Pinyin Bāguà Táidì, auch: Pakua Mountain Range chinesisch 八卦山脈, Pinyin Bāguà shānmài) ist eine Hochebene im zentralen West-Taiwan. Es erstreckt sich über die Landkreise Changhua und Nantou. Das Plateau grenzt an die Changhua-Ebene (彰化平原; pinyin: Zhānghuà Píngyuán) im Westen und an das Taichung-Becken (臺中盆地; pinyin: Táizhōng Péndì) im Osten. Es ist lang und schmal mit einer Länge von ca. 32 km und einer maximalen Breite von 4 bis 7 km. Der höchste Gipfel des Plateaus ist der Hengshan (橫山, 南投縣) mit einer Höhe von 424 m.

## Geschichte
Die Schlacht von Baguashan (八卦山戰役) war die größte Schlacht, die jemals auf taiwanischem Boden geschlagen wurde. Es war die entscheidende Schacht der Japanischen Invasion Taiwans. Die Schlacht am 27. August 1895 bei Changhua in Zentral-Taiwan zwischen der eindringenden japanischen Armee und den Einheiten der kurzlebigen Republik Formosa besiegelte das Ende der Republik.